# Cerkiew Opieki Matki Boskiej w Harbinie

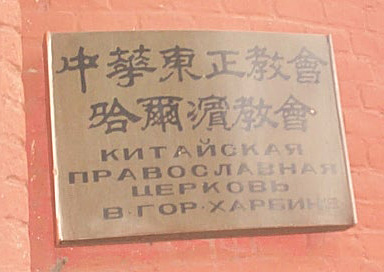
Tabliczka informacyjna

Cerkiew Opieki Matki Boskiej (chiń. 哈尔滨圣母守护教堂, ros. Церковь Покрова в Харбинь) – cerkiew prawosławna w Harbinie w Chinach (należy do eparchii harbińskiej Chińskiego Kościoła Prawosławnego). Mieści się przy ulicy East Dazhi Avenue.
Zbudowana pierwotnie w 1922 jako budowla drewniana, w 1930 wzniesiono obecny ceglany budynek. W cerkwi znajduje się ważący 2600 kg dzwon, odlany w 1899 w Moskwie. Znana jest także jako Cerkiew Ukraińska, z racji tego iż pierwotnie służyła lokalnej społeczności ukraińskiej.
Do 1947 użytkowana była przez Ukraińców, w 1958 została zamknięta i w następnych latach służyła celom świeckim. Na początku lat 80. XX wieku cerkiew odrestaurowano i od 1984 ponownie pełni funkcję sakralną. Nabożeństwa odbywają się w niej jednak jedynie okazjonalnie, za każdym razem wymagana jest zgoda lokalnych władz. W 2013 patriarcha moskiewski i całej Rusi Cyryl poprosił władze chińskie o zezwolenie na częstszą organizację nabożeństw, przynajmniej kilka razy w roku. 
W 2015 w Rosji wyświęcono pochodzącego z Harbinu kapłana, mającego pełnić stałą posługę w cerkwi.